# Liste der Baudenkmale in Huntly
Die Liste der Baudenkmale in Huntly umfasst alle vom New Zealand Historic Places Trust (NZHPT) als „Historic Place“ oder „Historic Area“ eingestuften Baudenkmale und Flächendenkmale der neuseeländischen Ortschaft Huntly. Die Angaben stammen aus dem Register des NZHPT. Die Bezeichnungen der Baudenkmale orientieren sich an diesem Register. In die Liste werden auch bekannte Wahi Tapu (Area), kulturell und religiös bedeutsame Stätten und Gebiete der Māori, aufgenommen. Sie werden jedoch meist nicht publiziert.

| Bild | Bezeichnung                   | Ort    | Anschrift                               | Beschreibung         | Bauzeit | Eintrag           | Nummer | Kat. |
| ---- | ----------------------------- | ------ | --------------------------------------- | -------------------- | ------- | ----------------- | ------ | ---- |
| BW   | St Paul’s Church (Huntly)     | Huntly | William Street und Glasgow Street Karte | anglikanische Kirche | 1935    | 15. Februar 1990  | 4165   | 1    |
| BW   | Cottage                       | Huntly | 165 Tregoweth Lane Karte                | Wohnhaus             | 1889    | 5. September 1985 | 4215   | 2    |
| BW   | Masonic Lodge                 | Huntly | 47 William Street Karte                 | Freimaurerloge       | 1930    | 5. September 1985 | 4216   | 2    |
| BW   | House                         | Huntly | 46 William Street Karte                 | Wohnhaus             | 1905    | 5. September 1985 | 4217   | 2    |
| BW   | Cottage                       | Huntly | 46 Great South Road Nth Karte           | Wohnhaus             | 1900    | 5. September 1985 | 4218   | 2    |
| BW   | St Anthony’s Convent (Former) | Huntly | 346 Great South Road Karte              | Konvent, ehemaliges  | 1931    | 2. Mai 2013       | 4345   | 2    |